# Le Château-d’Almenêches
Le Château-d’Almenêches ist eine Gemeinde im französischen Département Orne in der Normandie. Sie gehört zum Arrondissement Alençon und zum Kanton Sées. Nachbargemeinden sind Boissei-la-Lande im Nordwesten, Almenêches im Norden, Nonant-le-Pin im Nordosten, Chailloué im Osten, Macé im Süden, Mortrée im Südwesten und Médavy im Westen.

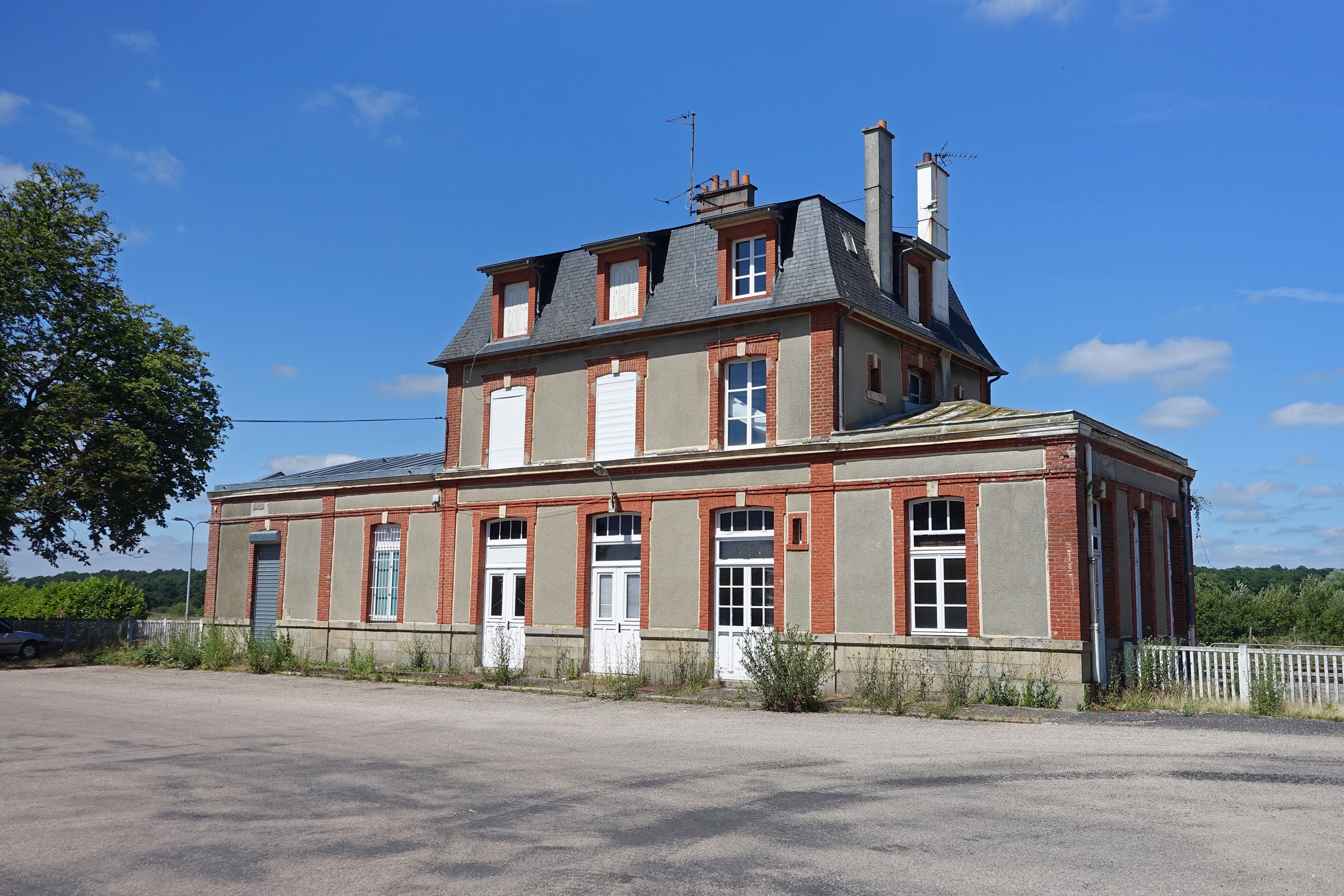
Reste des Bahnhofs Surdon bei Le Château-d’Almenêches

## Bevölkerungsentwicklung
| Jahr                       | 1962 | 1968 | 1975 | 1982 | 1990 | 1999 | 2008 | 2016 | 2021 |
| -------------------------- | ---- | ---- | ---- | ---- | ---- | ---- | ---- | ---- | ---- |
| Einwohner                  | 240  | 251  | 209  | 169  | 197  | 182  | 187  | 207  | 190  |
| Quellen: Cassini und INSEE |      |      |      |      |      |      |      |      |      |